# Sondottia
Sondottia es un género de plantas con flores perteneciente a la familia de las asteráceas. Comprende 2 especies descritas y  aceptadas. Es originario de Australia.

## Taxonomía
El género fue descrito por Philip Sydney Short   y publicado en Muelleria 7(1): 113, 1989. 	La especie tipo es: Sondottia connata (W.Fitzg.) P.S.Short	

## Especies
A continuación se brinda un listado de las especies del género Sondottia aceptadas hasta agosto de 2012, ordenadas alfabéticamente. Para cada una se indica el nombre binomial seguido del autor, abreviado según las convenciones y usos.
- Sondottia connata (W.Fitzg.) P.S.Short
- Sondottia glabrata P.S.Short